# Juyungo
Juyungo: historia de un negro, una isla y otros negros es una novela del escritor ecuatoriano Adalberto Ortiz, publicada por primera vez en 1943 en Buenos Aires. Es la obra más conocida y traducida del autor, considerada "la gran novela del negro y mulato" ecuatoriano por el crítico Hernán Rodríguez Castelo.
La trama de la obra explora la vida y costumbres del pueblo afroecuatoriano de la época, así como la represión, discriminación e injusticias de las que era víctima. Ortiz utilizó sus propias experiencias como mulato para crear la lucha interna del personaje principal ante los conflictos interraciales en que se veía inmerso.

## Publicación

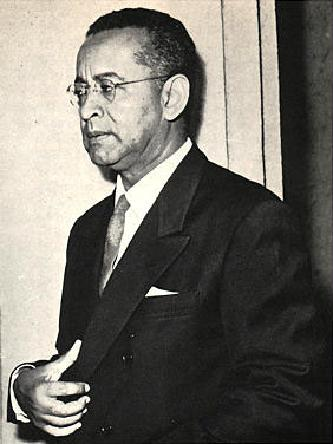
Adalberto Ortiz

Durante varios años previo a la creación de la novela, Ortiz examinó la idea de escribir un libro sobre el negro ecuatoriano. La idea fue desarrollada posteriormente en conversaciones con Joaquín Gallegos Lara, quien en ese entonces era mentor de Ortiz.
Ortiz inició la escritura de Juyungo en 1939 en Guayaquil, continuándola luego en Milagro, y la finalizó en 1941, con la intención de participar en el Concurso Nacional de Novela e inspirándose en obras como Bug-Jargal de Víctor Hugo y las novelas de Thomas Mofolo, de similar temática.
En 1942 ganó el Concurso de Nacional de Novela con Juyungo. Al año siguiente envió la obra al concurso de novela latinoamericana de la casa editorial de Nueva York Farrar & Rinehart, donde fue nombrada la mejor novela ecuatoriana. El mismo año la publicó bajo la Editorial América Lee, de Buenos Aires, Argentina.

## Estructura y temática
La novela se encuentra dividida en 16 capítulos, cada uno de los cuales se inicia con un epígrafe en que el autor exalta en lenguaje poético la selva y la cultura africana. Los capítulos examinan temáticas relacionadas con la historia, etnia, violencia, posesión de tierra, tensión con indígenas y resistencia del pueblo afroecuatoriano a la asimilación cultural.
La influencia de Gallegos Lara sobre la novela final ha sido criticada desde sectores que aseveran que la novela simplifica el conflicto racial al identificar como su única causa la lucha entre clases, hecho ejemplarizado en la figura de Nelson Díaz, un amigo de Juyungo y militante socialista que reaparece al final de la novela. El mismo Gallegos Lara aseveró en su opinión sobre el libro que "los negros sufren la civilización como negros y como trabajadores. Su liberación sólo la conseguirán con la liberación de todos los hombres", unificando la lucha contra el racismo con las revoluciones obreras.

## Argumento
Ascensión Lastre es un negro adolescente que vive insatisfecho con su familia, inspirado por la imagen heroica de su tío, quien luchó durante la guerra civil de Carlos Concha Torres. Un bandido llamado Cátulo Canchingre le enseña a leer y escribir y lo introduce al mundo del contrabando. En uno de los trabajos los indígenas Cayapa de la zona lo apodan Juyungo, que signficaba "diablo" en su lengua y que se convierte en el apodo de Ascensión por el resto de su vida.
Junto a un grupo de amigos, Juyungo va a trabajar en la finca de Don Clemente Ayoví en la isla Pepepán, aunque son constantemente estafados. Un gringo llamado Mr. Hans eventualmente compra la tierra, pero ante la resistencia de Don Clemente y de los trabajadores ordena prenderle fuego a la comunidad, causando la muerte del hijo de Juyungo y la locura de su mujer. Juyungo se venga matando a Mr. Hans, pero la comunidad completa se dispersa.
La muerte de su hijo impulsa a Juyungo a unirse al ejército ecuatoriano durante la Guerra del 41 contra Perú, pero es asesinado por soldados peruanos mientras buscaba comida.